# إريك باتشيم

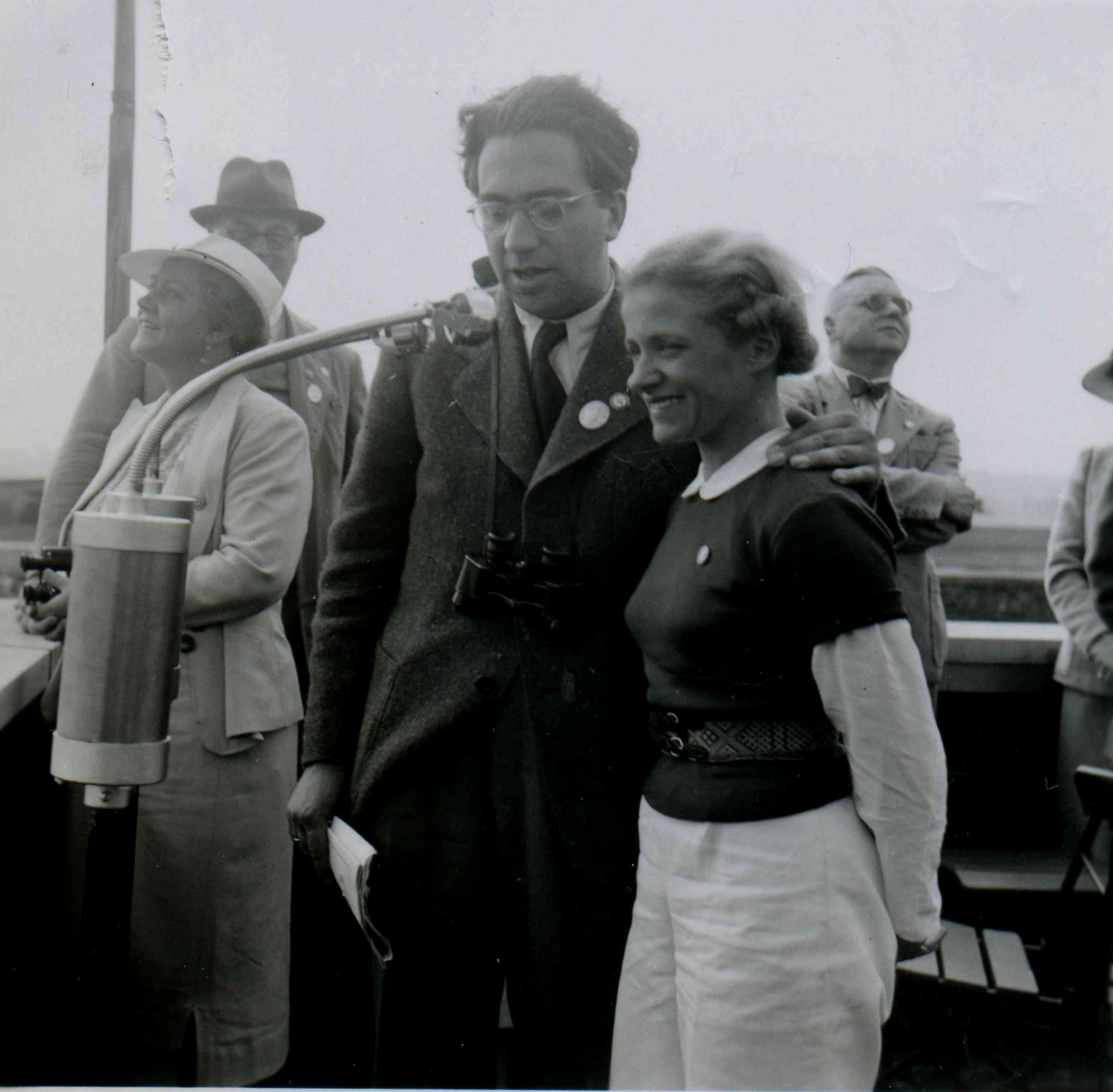
إريك باتشيم وهانا ريتش عام 1938.

إريك باتشيم (بالألمانية: Erich Bachem) (12 أغسطس 1906 في مولهايم أن دير روهر - 25 مارس 1960) كان مهندسًا ألمانيًا.
في ثلاثينيات القرن العشرين، صمم إريك باكيم مقطورة التخييم الرياضية الهوائية التي تم بناؤها من الخشب الرقائقي من قبل شركة الطائرات الشراعية المنزلقة وولف هيرت في كيرشهايم أونتر تيك. حتى عام 1942، عمل باكيم كمدير فني لمصنع الطائرات فيزلير. في فبراير 1942 أسس شركة باشم-ويركي المحدودة، مورد قطع الغيار لصناعة الطائرات، في فالدسي، بادن-فورتمبيرغ .
في عام 1944، صمم لشوتزشتافل طائرة إقلاع عمودية. انتهت الرحلة التجريبية المأهولة الوحيدة في 1 مارس 1945 بقتل الطيار لوثار سيبر.

## المنشورات
- Die Praxis des Leistungs-Segelfliegens. برلين: فولكمان 1932 ، 2. أوفلاج 1936
- Das Problem des Schnellstfluges. شتوتغارت: فرانك 1933
- Beitrag in: Probleme aus der astronautischen Grundlagenforschung ، hrsg. الخامس. هاينز كويل ، 1952

## المؤلفات
- Nachrufartikel in: Wissenschaftliche Gesellschaft für Luft- und Raumfahrt : Jahrbuch ، Jg. 1960 ، س 479
- Volker Hammermeister، Die Legende lebt ، in: Caravaning، Heft 2/2007، S. 12f (auch online[وصلة مكسورة]   [ وصلة ميتة دائمة ][ وصلة ميتة دائمة ]

## روابط خارجية
- إريك باتشيم في astronautix.com
- Eriba فرنسا
- Abfangjagdflugzeug Bachem Ba 349 "Natter"
- صور تقرير المخابرات الأمريكية